# Podgora (samhälle i Montenegro)
Podgora är ett samhälle i Montenegro. Det ligger i den norra delen av landet, 80 km norr om huvudstaden Podgorica. Podgora ligger 1 381 meter över havet och antalet invånare är 229.
Terrängen runt Podgora är kuperad åt sydost, men åt nordväst är den bergig. Runt Podgora är det ganska glesbefolkat, med 48 invånare per kvadratkilometer. Närmaste större samhälle är Žabljak, 5,5 km sydväst om Podgora. I omgivningarna runt Podgora växer i huvudsak blandskog.